# Francisco Santos da Silva Júnior
Francisco Santos da Silva Júnior (Bissau, 18 januari 1992) is een Portugees voetballer afkomstig uit Guinee-Bissau die als middenvelder speelt. Hij speelt onder de naam Santos.
Santos speelde in de jeugd van SL Benfica. In 2011 zou hij verhuurd worden aan UD Leiria maar hij bleek zonder toestemming bij Manchester City te trainen. Na een impasse keerde hij terug bij Benfica en betaalde City een compensatie. In 2012 werd hij door Everton gecontracteerd. Hij speelde zijn eerste wedstrijd in de League Cup, tegen Leeds United. In het seizoen 2013/14 speelde Santos op huurbasis voor SBV Vitesse, waarvoor hij op 22 september 2013 debuteerde in een thuiswedstrijd tegen PEC Zwolle. Hij kwam verder weinig aan spelen toe en op 20 februari 2014 werd bekend dat de verhuur aan Vitesse werd beëindigd en hij op huurbasis overstapte naar Strømsgodset IF. Bij de ploeg uit Noorwegen had hij reeds een proefperiode doorlopen. Santos scoorde bij zijn debuut voor Strømsgodset op 30 maart 2014, thuis tegen IK Start. Per 15 augustus 2014 keerde Santos terug bij Everton. Op 26 maart 2015 werd hij tot het einde van het seizoen 2014/15 verhuurd aan Port Vale, op dat moment actief in de Football League One. In juli 2015 volgde een verhuur voor een half jaar aan Wigan Athletic, dat net daarvoor was gedegradeerd naar hetzelfde niveau. Op 20 februari 2016 vertrok hij gratis naar het Noorse Strømsgodset IF, waar hij al eerder op huurbasis voor uitkwam.
Met Guinee-Bissau nam hij deel aan het Afrikaans kampioenschap voetbal 2017.